# Dolores Arsenowa
Dolores Borisowa Arsenowa, bułg. Долорес Борисова Арсенова (ur. 7 maja 1964 w m. Belimeł) – bułgarska prawniczka, pedagog i polityk, deputowana do Zgromadzenia Narodowego 39. i 40. kadencji, w latach 2001–2005 minister ochrony środowiska i zasobów wodnych.

## Życiorys
Ukończyła pedagogikę na Uniwersytecie Sofijskim oraz prawo na Uniwersytecie Gospodarki Narodowej i Światowej. Pracowała w instytucie socjologii Bułgarskiej Akademii Nauk, podjęła także praktykę w zawodzie adwokata. Objęła funkcję przewodniczącej rady stowarzyszenia „Chipokrat”.
Zaangażowała się w działalność polityczną w ramach Narodowego Ruchu Symeona Drugiego, weszła w skład zespołu prawnego partii. W wyborach parlamentarnych w 2001 uzyskała mandat deputowanej 38. kadencji. W lipcu 2001 objęła stanowisko ministra środowiska i zasobów wodnych w rządzie Symeona Sakskoburggotskiego, które sprawowała do sierpnia 2005. W tymże roku z powodzeniem ubiegała się o poselską reelekcję na 39. kadencję, w bułgarskim parlamencie zasiadała do 2009.